# LGALS12
LGALS12 (англ. Galectin 12) – білок, який кодується однойменним геном, розташованим у людей на 11-й хромосомі. Довжина поліпептидного ланцюга білка становить 336 амінокислот, а молекулярна маса — 37 542.
| 10         |  | 20         |  | 30         |  | 40         |  | 50         |
| ---------- |  | ---------- |  | ---------- |  | ---------- |  | ---------- |
| MSQPSGGRAP |  | GTRIYSWSCP |  | TVMSPGEKLD |  | PIPDSFILQP |  | PVFHPVVPYV |
| TTIFGGLHAG |  | KMVMLQGVVP |  | LDAHRFQVDF |  | QCGCSLCPRP |  | DIAFHFNPRF |
| HTTKPHVICN |  | TLHGGRWQRE |  | ARWPHLALRR |  | GSSFLILFLF |  | GNEEVKVSVN |
| GQHFLHFRYR |  | LPLSHVDTLG |  | IFGDILVEAV |  | GFLNINPFVE |  | GSREYPAGHP |
| FLLMSPRLEV |  | PCSHALPQGL |  | SPGQVIIVRG |  | LVLQEPKHFT |  | VSLRDQAAHA |
| PVTLRASFAD |  | RTLAWISRWG |  | QKKLISAPFL |  | FYPQRFFEVL |  | LLFQEGGLKL |
| ALNGQGLGAT |  | SMNQQALEQL |  | RELRISGSVQ |  | LYCVHS     |  |            |

A: Аланін

C: Цистеїн

D: Аспарагінова кислота

E: Глутамінова кислота

F: Фенілаланін

G: Гліцин

H: Гістидин

I: Ізолейцин

K: Лізин

L: Лейцин

M: Метіонін

N: Аспарагін

P: Пролін

Q: Глутамін

R: Аргінін

S: Серин

T: Треонін

V: Валін

W: Триптофан

Задіяний у таких біологічних процесах, як апоптоз, альтернативний сплайсинг. 
Білок має сайт для зв'язування з лектинами. 
Локалізований у ядрі.